# Fluortsilaisita
La fluortsilaisita és un mineral de la classe dels silicats que pertany al grup de la turmalina.

## Característiques
La fluortsilaisita és un silicat de fórmula química Na(Mn2+)₃Al₆(Si₆O18)(BO₃)₃(OH)₃F. Va ser aprovada com a espècie vàlida per l'Associació Mineralògica Internacional l'any 2012. Cristal·litza en el sistema trigonal. La seva duresa a l'escala de Mohs és 7.
L'exemplar que va servir per a determinar l'espècie, el que es coneix com a material tipus, es troba conservat a les col·leccions del Museu de Ciències de la Terra de Bari, a Itàlia, amb el número de catàleg: nm16.

## Formació i jaciments
Va ser descoberta a la pedrera Grotta d'Oggi, situada San Piero in Campo, dins la província de Livorno (Toscana, Itàlia). També ha estat descrita a la vall de Codera, a la província de Sondrio (Llombardia), també a Itàlia. Aquests dos indrets són els únics de tot el planeta on ha estat descrita aquesta espècie mineral.